# Poder electoral

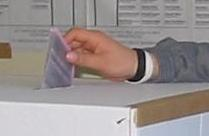

En algunas jurisdicciones se le denomina poder electoral al encargado de supervisar las elecciones dentro de los países democráticos y emitir sentencias sobre los resultados. 
La existencia de órganos electorales independientes de los poderes ejecutivo, legislativo y judicial y cuyas resoluciones no pueden ser apeladas ante otras instancias o cortes es habitual en Latinoamérica, siendo comunes en países como Bolivia, Chile, Ecuador, El Salvador, Guatemala, Honduras, México, Panamá, Paraguay, Perú y Uruguay. En el caso de Nicaragua,[cita requerida] Costa Rica y Venezuela el tribunal electoral tiene además rango constitucional como "poder del Estado" separado. En algunas de estas naciones se formaron tribunales, cortes y consejos electorales ya desde los años treinta y cuarenta. Otras naciones cuentan también con órganos electorales pero estos no son permanentes y se disuelven una vez pasadas las elecciones como en Brasil y Argentina, o no son enteramente independientes y se encuentran supeditados al poder judicial de sus países como Colombia.
Labores comunes de los tribunales electorales suelen ser el arbitraje de los procesos electorales cerciorándose de la igualdad de condiciones de los partidos participantes y de la pureza del sufragio, combatir el fraude electoral, atender las denuncias, impugnaciones y recursos interpuestos por los diversos actores del proceso, emitir resoluciones electorales, reglamentar el proceso, supervisar la conformación de los partidos políticos y la inscripción de candidatos, así como usualmente llevar el registro de los partidos vigentes, declarar el inicio de la campaña, sancionar y multar las infracciones a la Ley Electoral, realizar el conteo de votos, declarar a los ganadores, anunciarlos y emitir las credenciales.